# Rokiškio sūris
Rokiškio sūris (Ро́кишкио сурис; VSE: RSU1L) — литовская компания, занимающаяся производством молочных продуктов; крупнейший литовский производитель, объединение молокоперерабатывающих предприятий.
Главный офис компании расположен в городе Рокишкис.
Холдинг владеет предприятиями «Ukmergės pieninė» в Укмерге и «Utenos pienas» в Утене.
Предприятие в Рокишкис выпускает ферментированный (традиционный) сыр и молочный сахар (лактозу);
предприятие в Утене — свежие молочные продукты, сливочное масло и сухие молочные продукты;
в Укмерге — творог и творожный сыр.
В России известна своими молочными сырами, йогуртами и творожными сырками. Поставки были прекращены в 2014 году с введением Россией контрсанкций.

## История
«Рокишкио сурис» ведет свою историю с 1925 года от скромного поместного молокозавода, производившего масло на экспорт и молочные продукты для местного рынка.
Предприятие было основано в 1964 году, как специализированное предприятие по производству сыра, которое через несколько лет стало одной из лидирующих сыроварен страны.
В 1998 году предприятию присвоен ветеринарный номер Европейского Союза, который позволяет экспортировать продукцию завода в страны ЕС.
В 2001 году присвоен сертификат системы ХАССП, как производителю безвредных продуктов питания («Рокишкио сурис» стала первым таким в Литве предприятием молочной промышленности).
В 2017 году компания инвестировала в предприятие новозеландского моколоперерабатывающего гиганта Fonterra, приобретя 10 % акций компании на сумму более чем 7 млн евро.
В настоящее время АО «Рокишкио сурис» является одним из крупнейших и передовых предприятий в Прибалтике, выдерживающим конкуренцию с зарубежными производителями (польскими и немецкими и шведскими, заполонившими рынок Литвы).
«К примеру, сыры мы эффективно производим в большом количестве, поэтому их себестоимость не такая высокая, и тут мы можем конкурировать с зарубежным производителем, поскольку изготавливаем их в большом количестве для большого рынка, тут минуса у нас нет», — председатель правления Rokiškio sūris Далюс Трумпа.